# Жан II (герцог Брабанту)
Жан II (*Jean IIer de Brabant, 27 вересня 1275 — 27 жовтня 1312) — 6-й герцог Брабанту в 1294—1312 роках. Мав прізвисько «Мирний» або «Тихий».

## Життєпис
аПоходив з Лувенського (Брабантського) дому. Другий син Жана I, герцога Брабанту і Лімбургу, та його другої дружини Маргарити де Дамп'єр. 1290 року батько влаштував його шлюб з донькою англійського короля Едуарда I. Весілля відбулося в Вестмінстері.
1294 року після смерті батька успадкував владу над Брабантом і Лімбургом. Того ж року за підтримки стрийка Готфріда, герцога Арсхота, придушив повстання шляхти проти себе. Загалом Жан II продовжував зовнішню політику батька, спрямовану на здобуття повної незалежності Брабантом. Водночас орієнтувався на Англію, дотримуючись союзів, які послаблювали вплив Франції в Нідерландах. Було підтверджено союзи з королем Едуардом I Англійським і Гі де Дамп'єром, графом Фландрії.
У 1299 році виступив проти Альбрехта I Габсбурга, короля Німеччини, не бажаючи визнавати його обрання. Втім зрештою герцог Брабанту вимушений був підкоритися. Водночас розпочав боротьбу з Жаном II д'Авеном за південну частину графства Голландії та землі в графстві Зеландія.
У 1300 році розпочав спорудження потужного замку Берсел для захисту Брюсселя (було завершено у 1310 році). 1302 року допоміг Гі Намюрському проти голландського намісника Вільгельма д'Авена, що дозволило Гі зайняти зеландію, значну частину Голландії та Утрехтського єпископства. У 1303 році Жан II вимушений був відмовитися від зазіхань на голландській землі. У 1309 році спрямував війська проти хрестового походу бідних проти міста Женапе, яке надало прихисток євреям. Військо Жана II знищила хрестоносців. У 1312 році підписав Хартію Кортенберга, яка стала підґрунтям для утворення Штатів (парламенту) Брабанту. При цьому на відміну від інших тут окрім знаті й духівництва було представлено міста та бюргерство. Помер того ж року в Тервюрені. Похований в Брюссельському соборі. Йому спадкував єдиний законний син Жан III.